# Xostylus longiflagellatus
Xostylus longiflagellatus is een pissebed uit de familie Janiroidea incertae sedis. De wetenschappelijke naam van de soort is voor het eerst geldig gepubliceerd in 1970 door Birstein.